# 赞皇盖蛛
赞皇盖蛛（学名：Neriene zanhuangica）为皿蛛科盖蛛属的动物。在中国大陆，分布于河北、山西等地。该物种的模式产地在河北赞皇、山西吕梁。